# Erica arborea
Erica arborea L., 1753 è un arbusto sempreverde appartenente alla famiglia delle Ericaceae.

## Descrizione

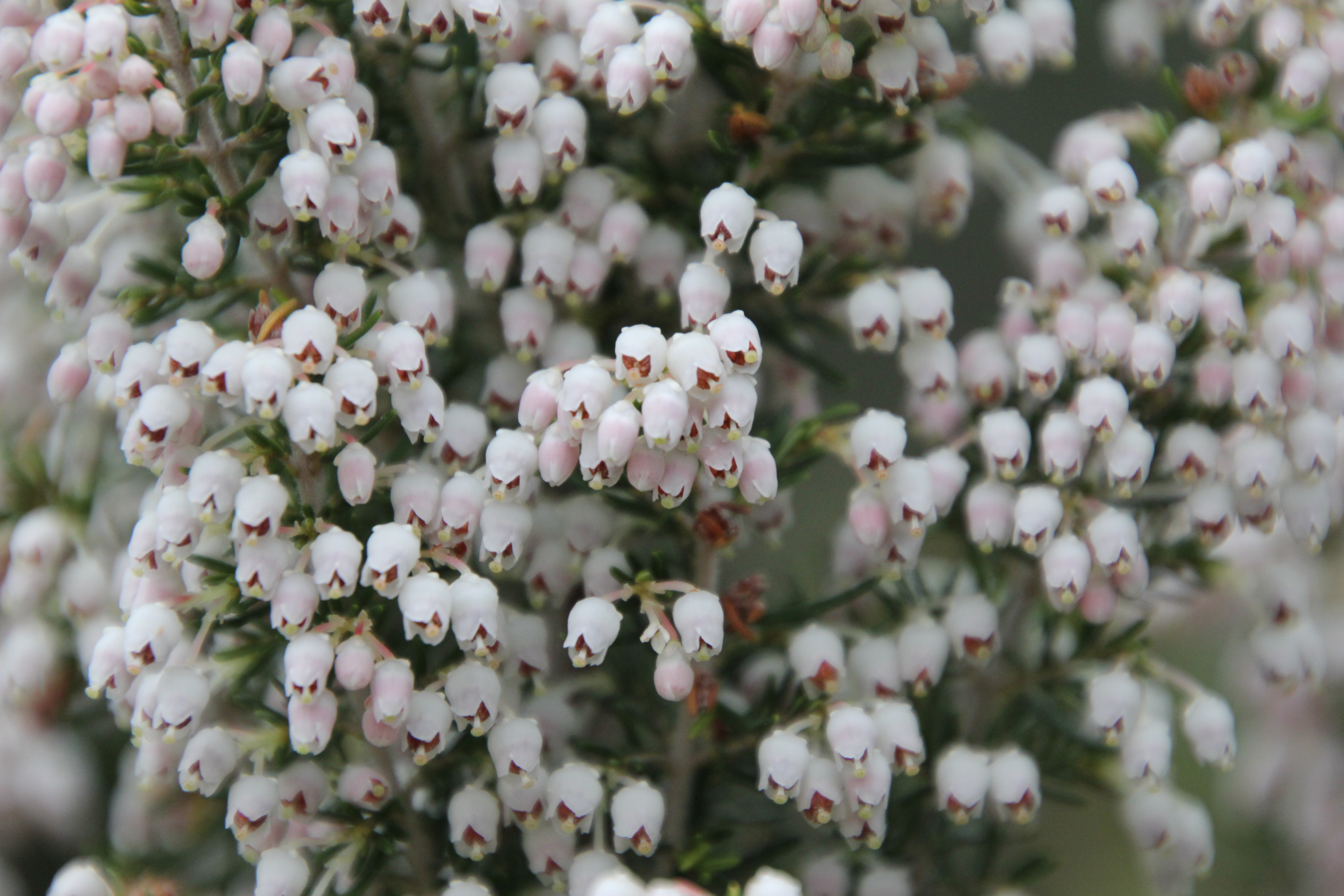
Infiorescenza

È un arbusto sempreverde a portamento eretto, alto sino a 6 m, dalla corteccia rossastra, con numerosi rami.
Le foglie sono aghiformi, persistenti e coriacee, verde scuro, normalmente in verticilli di quattro, con margine dentellato.
I fiori sono piccoli, penduli, molto numerosi, riuniti in ricche infiorescenze terminali, dal colore bianco-crema e profumati. Fioritura: marzo-maggio.
I frutti sono delle capsule contenenti numerosi piccoli semi. 

## Distribuzione e habitat
È distribuita in Africa settentrionale e centro-orientale, Europa meridionale, e nelle Canarie.
In Italia ha distribuzione peninsulare con popolazioni presenti anche oltre lo spartiacque appenninico; è presente anche nelle isole (tipico elemento della macchia mediterranea).

## Usi
Le ramificazioni di erica legate in fascina sono utilizzate per fare scope e infatti veniva chiamata scopiglia, e un tempo potevano costituire le coperture e le pareti di abitazioni povere e capanni.
Per ottenere i bozzoli per la filatura della seta, i bachi erano posti, spesso, su rami di erica.
La parte inferiore della ceppa, era "cotta" (combustione interrotta) nella carbonaia nel bosco, per ottenere un carbone in grado di sviluppare molto calore. Il carbone da legno d'erica era richiesto nelle officine dei fabbri per la forgiatura del ferro.
Il legno rossiccio di erica arborea è duro e pregiato, ed è il materiale più utilizzato nella costruzione dei fornelli da pipa. La parte utilizzata per ottenere la pipa è quella nodosa della base, in angolo, il cosiddetto "ciocco".

### Usi dei fiori
I fiori hanno interesse officinale e la pianta è medicinale. L'infuso delle sommità fiorite è ritenuto diuretico, disinfettante ed antireumatico; anticamente si credeva che avesse la virtù di guarire i morsi delle vipere.
I fiori hanno anche uso apistico: è una buona pianta mellifera, cioè sono bottinati dalle api per il polline, e per il nettare da cui ottengono un ottimo miele monoflorale, anche se, per il periodo di fioritura, ha più umidità rispetto ad altri.